# The Redskin Raiders
The Redskin Raiders è un cortometraggio muto del 1912. Il nome del regista non viene riportato nei credit del film, un western dai toni drammatici che ha come protagonista Carlyle Blackwell.

## Produzione
Il film fu prodotto dalla Kalem Company.

## Distribuzione
Distribuito dalla General Film Company, il film - un cortometraggio in una bobina - uscì nelle sale cinematografiche USA il 12 ottobre 1912. La Moving Pictures Sales Agency lo distribuì nel Regno Unito il 22 dicembre 1912.